# Stavenstraße (Lübeck)

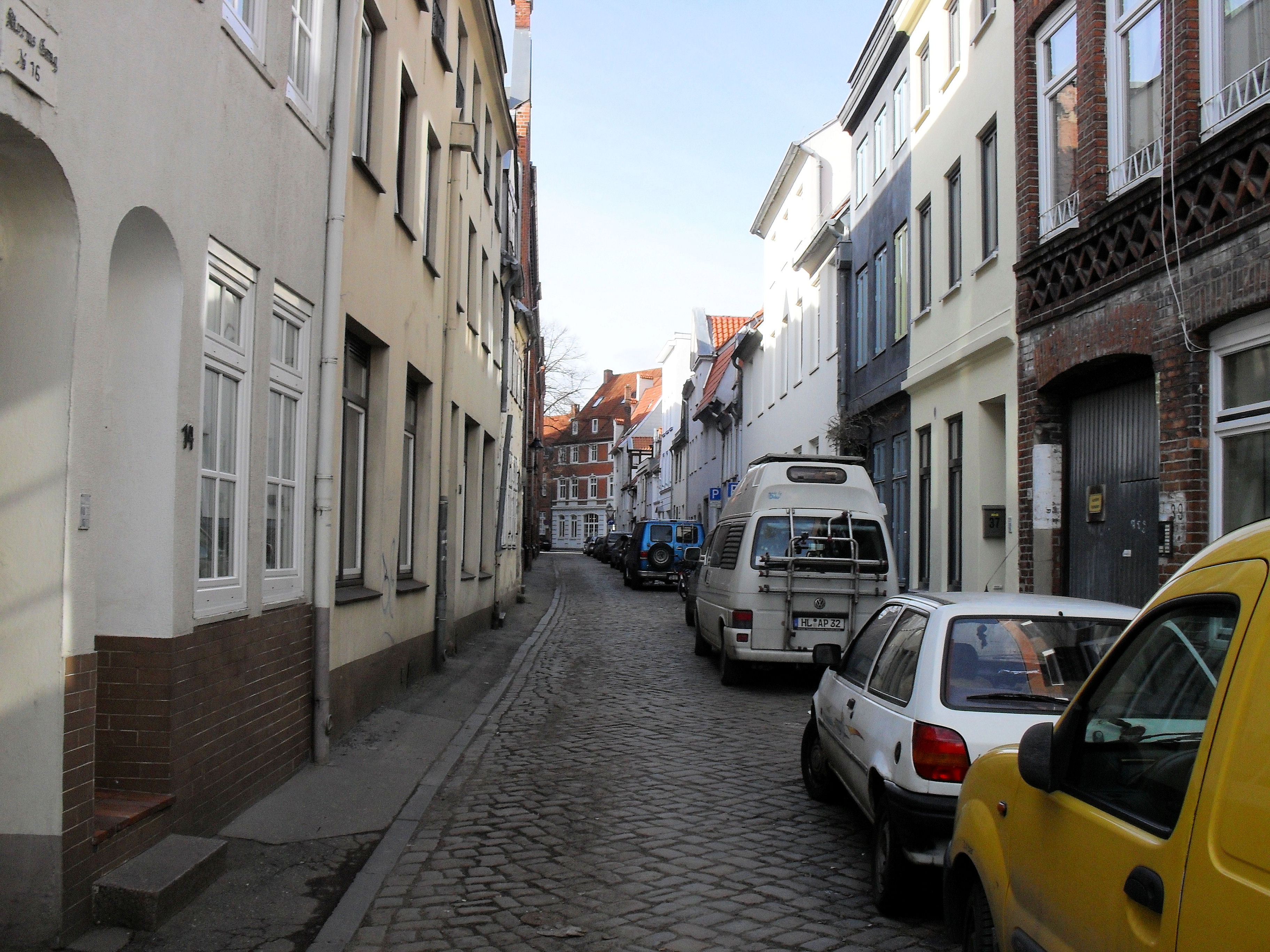
Die Stavenstraße

Die Stavenstraße ist eine Straße der Lübecker Altstadt.

## Lage
Die etwa 130 Meter lange Stavenstraße im Johannis Quartier beginnt bei der Aegidienkirche, am Zusammentreffen von St.-Annen-Straße, Aegidienstraße und Balauerfohr. Sie verläuft dann in südöstlicher Richtung, bis sie auf die Straße An der Mauer trifft und endet.

## Geschichte
Der früheste urkundlich überlieferte Name der Straße ist die lateinische Bezeichnung Platea Noe im Jahre 1290, wobei Noe sich auf die biblische Gestalt des Noah bezieht. Im konkreten Fall handelte es sich möglicherweise um den Namen eines Geistlichen, der in der Straße ansässig war oder mit ihr in anderer Verbindung stand.
Bis in das 14. Jahrhundert werden Varianten dieses ältesten Namens verwandt (so etwa 1239 Noelstrate, 1344 Platea Nogelis und Noyelesstrate, 1386 Platea Nyelis), bevor zu Beginn des 15. Jahrhunderts eine Verfälschung der Bezeichnung die Oberhand gewinnt; 1421 ist Platea Danelis als Straßenname vermerkt, 1456 Danelstrate, 1570 Danielstrate.
Zugleich entsteht im 15. Jahrhundert eine parallel verwendete Alternativbezeichnung: 1436 ist erstmals der Name Platea Stubae schriftlich belegt, hergeleitet von einer hier befindlichen Badestube in dem Gebäude mit der heutigen Hausnummer 33, die bis 1807 bestand. 1490 ist die niederdeutsche Form Stavenstrate verzeichnet, die 1852 zum amtlich festgelegten heutigen Namen Stavenstraße wurde.

## Gänge und Höfe
Von der Stavenstraße gehen oder gingen folgende Lübecker Gänge und Höfe ab (nach Hausnummern):
- 10: Riemer Gang (abgängig)
- 16: Storms Gang
- 21: Wulffs Gang
- 27: Behrends Hof
- 41: Tanks Gang